# Coolac
Coolac is een plaats in de Australische deelstaat New South Wales en telt 187 inwoners (2006).